# Żółkiewka (gromada w powiecie świdnickim)
Żółkiewka (do 31 XII 1959 Strzegom) – dawna gromada, czyli najmniejsza jednostka podziału terytorialnego Polskiej Rzeczypospolitej Ludowej w latach 1954–1972.
Gromady, z gromadzkimi radami narodowymi (GRN) jako organami władzy najniższego stopnia na wsi, funkcjonowały od reformy reorganizującej administrację wiejską przeprowadzonej jesienią 1954 do momentu ich zniesienia z dniem 1 stycznia 1973, tym samym wypierając organizację gminną w latach 1954–1972.
Gromadę Żółkiewka z siedzibą GRN w Żółkiewce utworzono – jako jedną z 8759 gromad na obszarze Polski – w powiecie świdnickim w woj. wrocławskim, na mocy uchwały nr 28/54 WRN we Wrocławiu z dnia 2 października 1954. W skład jednostki weszły obszary dotychczasowych gromad Żółkiewka, Kostrza, Żelazów i Wieśnica ze zniesionej gminy Goczałków w tymże powiecie. Dla gromady ustalono 11 członków gromadzkiej rady narodowej.
10 stycznia 1957 do gromady Żółkiewka włączono wieś Godzieszówek z gromady Granica w tymże powiecie.
1 stycznia 1960 do gromady Żółkiewka włączono wsie Granica, Stawiska i Tomkowice ze zniesionej gromady Granica w tymże powiecie, po czym gromadę Żółkiewka zniesiono, przenosząc siedzibę GRN z Żółkiewki do Strzegomia i zmieniając nazwę jednostki na gromada Strzegom.